# 紙盒藏屍之公審
《紙盒藏屍之公審》是香港一部驚悚片，於1993年9月2日上映，片長89分鐘，故事改編自1974年12月17日在香港跑馬地發生的紙盒藏屍案，由陳奧圖擔任導演，余美兒監製，永高電影有限公司出品，凱富電影有限公司製作，永高影片發行有限公司發行。

## 劇情
歐炳強與妻子張翠鳳及女兒歐明明三口子生活愉快，直至1974年12月17日，跑馬地揭發紙盒藏屍兇案，女死者李麗瑛被虐殺。警方懷疑跟任職安麗雪糕屋的歐與案件有關，就將他帶署。在警方嚴刑逼供下，歐仍堅拒承認犯案。警方遂設立專案小組引入先進的科學鑑證調查，證實歐與死者及有關證物有明顯關係。歐被法庭判處死刑後，翠鳳不惜出賣肉體為夫籌錢上訴，惜遇人不淑被騙巨款，又受到死者母親尋仇，兩母女誠惶誠恐度日。後來，翠鳳得到記者李青儀幫忙，獲著名大狀胡大傑律師協助為歐上訴。雖然胡律師說明科學鑑證未能確切指證歐有否犯案，但法庭最終維持原判。最後，歐獲港督麥理浩爵士特赦改判終身監禁。然而，翠鳳仍堅信丈夫無罪，一直奔波勞碌，為夫請命。歐不忍妻子再吃苦頭，就向妻子承認曾經犯案。翠鳳傷心欲絕，惘然不知所措…

## 演員表
| 角色名稱        | 演員         | 粵語配音 | 備註                                                 |
| --------------- | ------------ | -------- | ---------------------------------------------------- |
| 歐炳強          | 任達華       | 黃志成   | 該案疑犯（影射案件疑犯歐陽炳強）                     |
| 張翠鳳          | 葉 童        | 葉 童    | 歐炳強妻子                                           |
| 陳 幹           | 董 驃        | 董 驃    | 負責調查該案的探長                                   |
| 胡大傑          | 秦 沛        | 黃子敬   | 歐炳強的辯護律師（影射香港樹仁大學校長兼校監胡鴻烈） |
| 李兆輝          | 陳啟泰       |          | 科學鑑證科主管                                       |
| 李青儀          | 關詠荷       | 鄭麗麗   | 記者                                                 |
|                 | 白 雪        |          |                                                      |
| 陳寶彬          | 關佩琳       |          | 死者同學（影射該案死者卞玉瑛同學陳彬彬）             |
| 主控官          | 羅冠蘭       | 何錦華   |                                                      |
| 清潔工人        | 余慕蓮       |          | 發現死者屍體的清潔工人                               |
| 李麗瑛          | 潘 婷        | 鄭麗麗   | 該案死者（影射該案死者卞玉瑛 (1958-1974)）           |
|                 | 陳志良       |          | 探員，陳幹下屬                                       |
| David           | 王維德       | 林保全   | 胡大傑助手                                           |
| 排骨            | 伍國健       | 梁政平   | 探員，陳幹下屬                                       |
| 貝爾／Alan Bell | Ray Robinson |          | 光頭神探，負責調查該案的督察，案件主管               |

## 電影分級
該片在香港被分類為第三級，未滿18歲人士不得觀看。